# Bota de Oro 1986-87

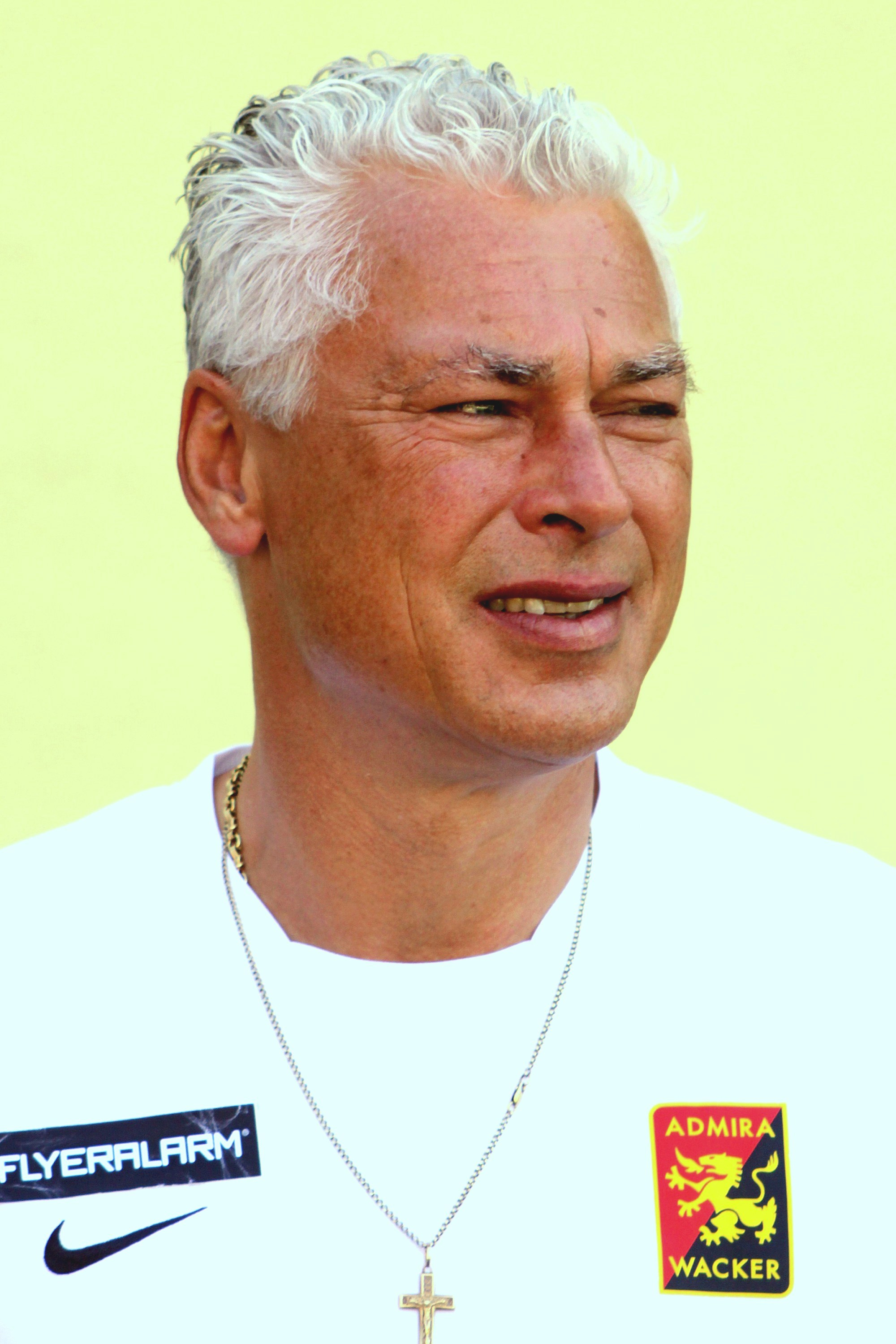
Anton Polster, ganador oficial en 1986-87

La Bota de Oro 1986-87 fue un premio deportivo otorgado por France Football, publicación de origen francés especialista en temas relacionados con el fútbol.
El europeo Anton Polster, quien en ese entonces jugaba en la posición de delantero para el FK Austria Viena, fue declarado oficialmente el máximo goleador de las grandes ligas de Europa.
Esta fue la primera y única bota de oro que ganó el austriaco durante su carrera. En la temporada anterior había quedado en la tercera posición, superado por el neerlandés Marco van Basten, quien jugaba para el Ajax de Ámsterdam en la Eredivisie y logró anotar 37 goles, seguido en una segunda posición por el ucraniano Oleh Protásov con 36 anotaciones y quien defendía los colores de la camiseta del FC Dnipró en la Primera División de la Unión Soviética.

## Criterio
El criterio en esta temporada fue el mismo que en las ediciones anteriores, solo se elegía al futbolista con mayor cantidad de goles. No se tenía en cuenta el valor de cada gol, según la liga doméstica a la que perteneciera el futbolista. Tampoco se tenían en cuenta la cantidad de partidos disputados. El premio era entregado por L'Équipe a través de la revista France Football.
Para entonces, la UEFA no contaba con un coeficiente por el nivel de las ligas.

## Ganador
Inicialmente Rodion Cămătaru fue el ganador por haber conseguido 44 goles en la Liga I. Cămătaru ganó la bota de oro cuando jugaba para el equipo FC Dinamo București. El resultado final fue absolutamente inesperado, al haber marcado Cămătaru supuestamente 20 goles en los últimos 6 partidos, donde curiosamente, su equipo había obtenido una victoria, dos empates y tres derrotas. El asunto fue investigado y como no se pudo demostrar la limpieza en la obtención los resultados, sino más bien todo lo contrario, en 1990 se inició otra investigación más profunda. Tras la misma, se declaró ganador de esta edición a Toni Polster, pero se le permitió al jugador rumano conservar la copia del trofeo.
Aunque Rodion Cămătaru posee el trofeo en propiedad, finalmente fue descalificado debido a que se descubrieron varias irregularidades en varios partidos de la liga rumana durante dicha temporada. El propio Cămătaru reconoció después que en esos partidos los defensores rivales no le marcaban, permitiendo de esta manera anotar varios goles. Con todo, el futbolista consiguió situarse al frente del palmarés de goleadores marcando una media de tres goles por partido durante los últimos seis partidos de liga, lo que le llevó a la cifra total de 44 goles. Debido a estas irregularidades, France Football decidió descalificar a Cămătaru.
En conclusión, el ganador oficial del certamen fue el austriaco Anton Polster, quien jugaba para el FK Austria Viena en la Bundesliga.

### Ranking final
| Posición      | Futbolista      | Club                | Campeonato                   | Goles |
| ------------- | --------------- | ------------------- | ---------------------------- | ----- |
| Descalificado | Rodion Cămătaru | FC Dinamo București | Liga I                       | 44    |
| 1             | Anton Polster   | FK Austria Viena    | Bundesliga (Austria)         | 39    |
| 2             | Nasko Sirakov   | PFC Levski Sofia    | Liga Profesional de Bulgaria | 36    |
| 3             | Brian McClair   | Celtic F.C.         | Liga Escocesa de Futbol      | 35    |